# Tullio Regge
Tullio Regge (Turim, 11 de julho de 1931 – 23 de outubro de 2014) foi um físico italiano.

## Biografia
Regge obteve a laurea em física da Universidade de Turim em 1952 sob a direção de Mario Verde e Gleb Wataghin, e um Ph.D. em física pela Universidade de Rochester em 1957 sob a direção de Robert Marshak. De 1958 a 1959, Regge ocupou um cargo no Instituto Max Planck de Física, onde trabalhou com Werner Heisenberg. Em 1961, ele foi nomeado para a cadeira de Relatividade da Universidade de Turim. Ele também teve um cargo no Instituto de Estudos Avançados de 1965 a 1979. Foi professor emérito do Universidade Politécnica de Torino enquanto contribui com trabalho para o CERN como cientista visitante. Regge morreu em 23 de outubro de 2014. Ele era casado com Rosanna Cester, física, com quem teve três filhos: Daniele, Marta e Anna.
Em 1959, Regge descobriu uma propriedade matemática de espalhamento potencial na equação de Schrödinger - que a amplitude de espalhamento pode ser pensada como uma função analítica do momento angular, e que a posição dos pólos determina as taxas de crescimento da lei de potência da amplitude em a região puramente matemática de grandes valores do cosseno do ângulo de espalhamento(ou seja {\displaystyle \cos(\theta )\rightarrow \infty }, exigindo ângulos complexos). Esta formulação é conhecida como teoria de Regge.
No início dos anos 1960, Regge introduziu o cálculo de Regge, uma formulação simples da relatividade geral. O cálculo de Regge foi a primeira teoria de calibre discreta adequada para simulação numérica e um parente inicial da teoria de calibre de rede. Em 1968, ele e G. Ponzano desenvolveram uma versão quântica do cálculo Regge em três dimensões espaço-temporais agora conhecidas como modelo Ponzano-Regge. Este foi o primeiro de uma série de modelos de soma de estados para a gravidade quântica, conhecidos como modelos de espuma de spin. Em matemática, o modelo também se desenvolveu no modelo Turaev-Viro, um exemplo de invariante quântico.

## Trabalhos selecionados
- Lettera ai giovani sulla scienza, Rizzoli, 2004
- Spazio, tempo e universo. Passato, presente e futuro della teoria della relatività, with Giulio Peruzzi, UTET Libreria, 2003
- L'universo senza fine. Breve storia del Tutto: passato e futuro del cosmo, Milan, Mondadori, 1999
- Non abbiate paura. Racconti di fantascienza, La Stampa, 1999
- Infinito, Mondadori, 1996
- Gli eredi di Prometeo. L'energia nel futuro, La Stampa, 1993
- Le meraviglie del reale, La Stampa, 1987
- Dialogo, with Primo Levi, Einaudi, 1987
- Cronache Dell'Universo, Boringhieri, 1981